# 神田左京
神田 左京（こうだ さきょう、1874年〈明治7年〉7月7日 - 1939〈昭和14年〉7月7日）は、日本の生物学者。ホタルの研究で知られる。

## 経歴
1874年（明治7年）7月7日、長崎県北松浦郡佐々村に生まれる。1901年（明治34年）4月、関西学院普通部および高等部を卒業。1901年4月から1907年（明治40年）7月まで東京市牛込区原町の成城学校の英語教師を務める。この頃は心理学を研究しており、1907年9月から1912年（明治45年）6月までアメリカ・マサチューセッツ州のクラーク大学（en:Clark University）に在学、心理学でマスター・オブ・アーツを取得する。
1912年、1913年、1914年（大正3年）の6月から9月の間はマサチューセッツ州のウッズホール臨海実験所で生物学の研究をする。1912年9月から1913年5月まではニューヨーク市のロックフェラー研究所の生物学部長ジャック・ロエブのもとで研究をする。1913年から1915年（大正4年）6月までは奨学金を得てミネソタ州のミネソタ大学で生物学の研究をし、ドクトル・オブ・フィロソフィーとなる。
1915年（大正4年）に日本に帰国し、1916年3月から7月まで京都帝国大学医学部生理学教室にて生理学の研究をする。1916年7月から1926年（大正15年）まで九州帝国大学医学部臨海実験所の嘱託となる。1927年（昭和2年）11月に上京し、麹町の眼科医である大島濤兎（とうと）の元に寄寓する。1928年5月、理化学研究所の嘱託となる。1939年（昭和14年）、慢性の肺結核が悪化し神奈川県藤沢町辻堂の病院に入院、7月7日死去。

## 著書
- 『人生の研究』岡崎屋、1907年 NDLJP:752825
- 『和文英訳てにをは軌範』岡崎屋、1907年 NDLJP:870604
- 『恋愛の研究』越山堂、1921年 NDLJP:961821
- 『光る生物』越山堂、1923年 NDLJP:976921
- 『不知火・人魂・狐火』春陽堂、1931年 全国書誌番号:47001388
  - 『不知火・人魂・狐火』中公文庫、1992年、解説：根本順吉 ISBN 4-12-201958-3
  - 『不知火・人魂・狐火』中公文庫BIBLIO、2005年、解説：田中嘉津夫 ISBN 4-12-204545-2
- 『ホタル』日本発光生物研究会（自費出版）、1935年 NDLJP:1074849
  - 『ホタル』サイエンティスト社、1981年 全国書誌番号:82035977

## 訳書
- ゼアツク・ロオヱブ『生命の機械観』表現社、1924年 NDLJP:981671